# Frederick Smallbone
Frederick John Smallbone (født 22. januar 1948 i London, England) er en engelsk tidligere roer.
Smallbone var med i Storbritanniens otter, der vandt sølv ved OL 1976 i Montreal. Briterne blev i finalen kun besejret af Østtyskland, der vandt guld, mens New Zealand tog bronzemedaljerne. Den øvrige besætning i briternes båd var Richard Lester, John Yallop, Timothy Crooks, Hugh Matheson, David Maxwell, Jim Clark, Lenny Robertson og styrmand Patrick Sweeney. Han deltog også ved OL 1972 i München, som del af briternes firer uden styrmand.
Smallbone vandt desuden en VM-sølvmedalje i otter ved VM 1974 i Luzern.

## OL-medaljer
- 1976:  Sølv i otter